# Joana Maria Condesa Lluch
Joana Maria Condesa Lluch (València, 1862 - 1916) va ser una monja valenciana, fundadora de la congregació de les Religioses Esclaves de Maria Immaculada. Va ser beatificada el 2003 per Joan Pau II.

## Biografia
Va néixer el 30 de març de 1862 al cèntric barri de la Xerea de València, quarta filla del metge Lluís Condesa i Joana Lluch. L'endemà fou batejada a l'església de Sant Esteve, on després rebria el sagrament de la Confirmació en 1864.
El seu pare, home d'una gran religiositat, va contraure el còlera a causa de tractar malalts de pocs recursos, durant l'epidèmia que atacà la ciutat l'any 1865, fet que va causar la seua mort. La seua mare, una dona humil i piadosa, assumí arran de la mort del marit la responsabilitat de tenir cura i educar les seues filles Trinidad i Joana. Confià l'educació de totes dues, segons el costum de l'època i la seua acomodada posició social, a una mestra, Teresa Ballester. Juanita, com li deien a casa, fou una xiqueta rebel, tossuda i entremaliada, amb un gran cor i sensibilitat per tot el patiment que podia contemplar. Aquest temperament fou donant pas a poc a poc a una voluntat ferma i decidida de consagrar la seua vida a la religió.
Aviat s'inicia en les devocions religioses; seguint l'exemple dels seus pares, feia caritat als necessitats. Cap al 1875 ingressà a l'Esclavitud Mariana de Grignion de Monfort i a l'Arxiconfraria de les Filles de Maria i Santa Teresa de Jesús, on se li confià la secretaria. Rambé, com els seus pares, va pertànyer al tercer orde de l'Orde del Carmel. Diàriament participava en l'Eucaristia a l'Església del Patriarca, on conegué al seu director Espiritual, Vicente Castañer. Va fer vot de virginitat, per seguir l'exemple de la Mare de Déu.

### Fundació
La seua vida transcorria entre devocions i l'administració de les finques de la família, entre els carrers cèntrics de València i la barraca d'estiueig a la platja de Natzaret (València). Fent aquest camí descobrí la seua vocació: des de la tartana podia veure els rostres cansats de moltes joves que cada dia es desplaçaven des de les seues cases en la rodalia de la ciutat cap a les fàbriques de seda, tabac i ventalls; eren joves de classe social baixa i un escàs nivell cultural que havien de treballar molt durament per guanyar-se el pa i mantenir les seues famílies, exposant-se a grans perills en fer soles aquells camins solitaris.
Va pensar a obrir una casa per a aquestes joves, a fi d'ajudar-les a viure-hi amb dignitat, fomentant la seua educació i formació religiosa, donant-los un sostre, menjar i amor. Per això, va emprendre la fundació d'una congregació religiosa que s'hi dediqués. El cardenal Monescillo, però, no es va mostrar entusiasmat amb el projecte i no li donà suport. Després de molt insistir-hi, l'any 1884 donà el permís per obrir una casa per a les obreres, però sense que hi hagués una congregació. El 25 de març de 1884 obrí les portes l'Asil Protector d'Obreres al carrer de Viana de València i una escola gratuïta per als fills de les obreres. A aquest projecte van unir-se Teresa Ballester, la seua mestra, i dues amigues: Rita Sancho i Maria Gil.
La fundació va anar consolidant-se fins que el cardenal Monescillo, abans de marxar a la seu primada de Toledo, autoritzà el projecte inicial. El nou arquebisbe de València, cardenal Sancha, els va imposar l'hàbit el 10 de desembre de 1892. En 1895, el 19 de març, Juanita i les seues companyes emetien els seus primers vots amb caràcter temporal. El 8 de setembre de 1911, Joana i 18 germanes més van emetre'n els definitius, i el mateix any van redactar-se les primeres constitucions de la congregació.
La seua obra, a poc a poc, es va anar escampant. En 1897, a Manises, s'obri una casa per a la formació de les obreres; el 1900 es funda el noviciat a Burjassot; el 1906, una altra casa per a la formació de les obreres a Aiora i, finalment, el 1912 s'obri una casa a Almansa per a l'educació de xiquets i obreres.
La malaltia anà afeblint la vida de la Joana Maria Condesa, qui va saber fer passar desapercebuts molts dels patiments. L'any 1916, a la matinada del 16 de gener va morir.